# Мобільна вогнева група
Мобільно-вогнева група (скор. МВГ) — вогнева група, підрозділ протиповітряної оборони в Збройних силах, Національній гвардії, Державній прикордонній службі. Озброєнні великокаліберними кулеметами, зенітними гарматами або ПЗРК, що встановлені на самохідному шасі, найчастіше пікапі.

Українські військовослужбовці на зенітній установці Viktor

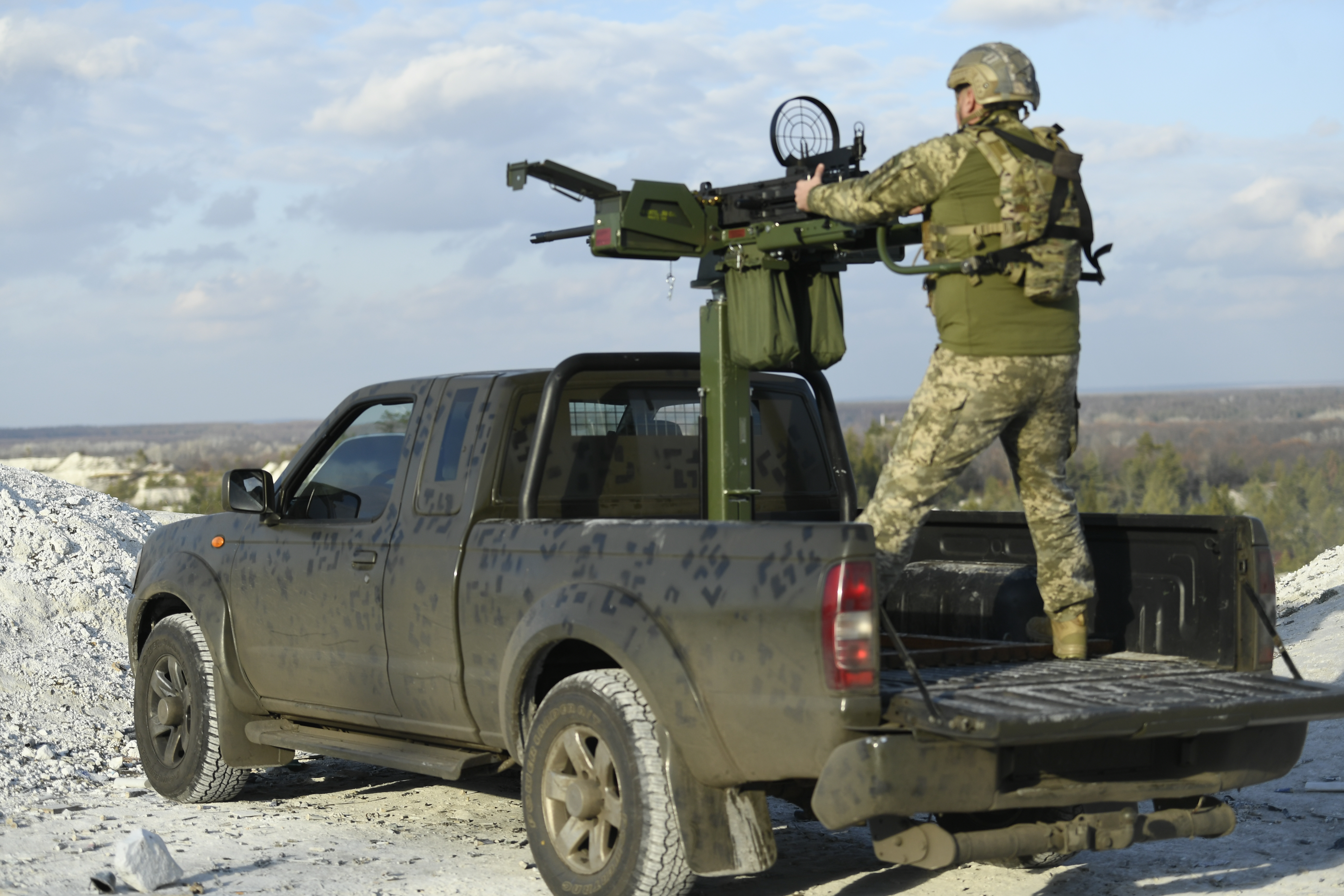
Мобільно-вогнева група 63 ОМБр

Створення мобільних вогневих груп стало вимушеним кроком українського військового керівництва у відповідь на масовані атаки російських ударних безпілотників.

## Призначення
В Україні застосовуються для збиття російських ударних БпЛА типу Shahed-131/136. Рідше для збиття крилатих ракет.

## Оснащення
Озброєнні великокаліберними кулеметами Canik M2, Browning M2, ДШК, ПКТ, «Максим». Зенітними гарматами ЗПУ-2, АЗП-57 (С-60). Переносними зенітно-ракетними установками Stinger, Mistral, «Ігла».
Також в арсеналі МВГ наявні потужні прожектори, що дають змогу підсвічувати ціль, що летить на відстані до півтора кілометра.